# サヴォイア・マルケッティ SM.95
サヴォイア・マルケッティ SM.95
サヴォイア・マルケッティ SM.95
- 用途：旅客機、軍用輸送機
- 設計者：アレッサンドロ・マルケッティ
- 製造者：
- 運用者：イタリア空軍
- 初飛行：1943年5月8日
- 生産数：12機（?）

サヴォイア・マルケッティ SM.95（Savoia-Marchetti SM.95）は、1942年に初飛行を行ったイタリアの4発中距離輸送機である。サヴォイア・マルケッティ SM.75の後継機であった。

## 設計と開発
SM.95は、その当時3発機が主力であったイタリアで将来の4発航空機を見据えて1937年に発表された。アレッサンドロ・マルケッティが設計したSM.95は1943年5月8日に初飛行を行った。元々は750 hpのアルファロメオ 126 RC.34を4基装着したSM.76という名称であったが1939年により強力なアルファロメオ 128 RC.18（860 hp）を装着したSM.95C（CはCivil：民間）に改称された。
第二次世界大戦が始まると開発計画は1941年12月にL.A.T.I. 航空が南アメリカ航空路で使用する4発機を要求するまで停止された。金属製でより高出力のピアッジオ P.108やカント Z.511と比較して低性能であったが、SM.95は低コストであり急速に開発が進められた。
SM.95は同時代の旅客機と似てはいたが混合構造であった。胴体の構造材は溶接した鋼製で機首、下面、後部胴体を軽合金で覆い、胴体側面と上面を羽布で覆っていた。3本桁の主翼は木製構造に合板の表皮を張っていた。3枚ブレードの金属性プロペラは定速であった。
コックピットの中で2名の操縦士が並列に、その背後に航空機関士（左側）と無線士（右側）が座っていた。コックピットの後には通常20 - 30名、短距離の場合最高38名の乗客が搭乗できる客室があった。
最初にエンジンを強化し武装を施した爆撃機型のSM.95Bが要求されていたが、先にヴェルジャーテでジュリエルモ・アルガロッティ（Guglielmo Algarotti）の操縦で1943年8月3日に飛行を行ったのはSM.95Cであった。
イタリアと連合国との講和により開発作業は中止され、当時完成していた2機のみがドイツ側の要求に従い引き渡された。それらの機体はドイツ空軍が使用し、後に失われた。
1945年7月28日に3番目に機体が飛行し、4機目（戦争終結時には未完成）と共にイタリア空軍で使用された。1機は英空軍に接収され、イタリア空軍には1946年4月から就役した。アリタリア航空は6機を購入し、1947年から就航させた。L.A.T.I. 航空は1949年に3機を購入した。最後に4機のSM.95がエジプトのSAIDE航空に買い上げられた。SAIDE航空の機体はカイロ - ローマ - パリ航路で使用された。SM.95を軍事運用したのはイタリア空軍のみで、5機を使用した。
SM.95Cは幾つかの改良を施された。最初の機体はアルファロメオ 128 RC.18エンジンを、3機目はアルファロメオ 131 RC.14/50エンジン装着して製造された。次の機体はブリストル ペガサス 48（1,005 hp）を、LATIはより大出力のプラット・アンド・ホイットニー R-1830（1,217 hp）を装着した機体を使用した。最後にはSM.95S（全金属製）が計画されたが、製造はされなかった。
最後のSM.95が1949年11月18日に完成し、これが公式に製造された20機の最終号機であった。これらの機体はプラット・アンド・ホイットニー製エンジンを装着しても格別優れた性能は発揮せず、与圧機能を全く備えていなかったため高高度を飛行することができなかった。混合構造の機体は耐久性に欠け、最後の飛行は1954年9月28日（アリタリア航空からは1950年に引退）に行われた。

## 'S'作戦
興味深い軍事運用にニューヨーク爆撃という非常に大胆不敵なものがあった。戦争開始の前年にSM.75が1万2,935 km の飛行記録を樹立（1939年7月）し、SM.82とSM.75により幾つかの長距離飛行作戦が行われた。その一方で'S'作戦には巨大な全金属製4発水上機のカント Z.511の使用が考慮されていたが、これには幾つかの欠点があり、その根本的なものは途中の洋上で潜水艦から給油を受けなければならないという点であった。荒れた洋上（5-forceまで）での運用が可能であったが、特に戦争最後の年の時点では非常に優れた作戦とはいえなかった。そこでこの機種の長距離版「SM.95 GA」（航続距離11,000 km/6,840 mi以上）がフランス西部からニューヨークへの爆撃飛行に使用されることになったが、ニューヨークには数多くのイタリア系アメリカ人が居住していることからムッソリーニは宣伝ビラの投下のみを許可した。燃料搭載量は2万3,800 kgにも及び、機体の総重量は39.3トンに達したといわれている。1943年9月にイタリアが連合国と講和した時には、500 kg (1,100 lb) の貨物を積んだこの作戦は準備中であった。

## 運用

### 民間運用
イタリア王国
- LATI (Linee Aeree Transcontinentali Italiane)

 イタリア - 戦後
- アリタリア航空

 エジプト - 戦後
- SAIDE

### 軍事運用
イタリア王国
- イタリア王立空軍（イタリア語版）

 イタリア - 戦後
- イタリア空軍

## 要目
（SM.95）World Encyclopedia of Civil Aircraft 
- 乗員：4 - 5名
- 搭乗可能乗客数：20 - 38名
- 全長：24.77 m (81 ft 3 in)
- 全幅：34.28 m (112 ft 5¾ in)
- 全高：5.25 m (17 ft 2½ in)
- 翼面積：128.3 m² (1,381 ft²[6])
- 空虚重量：13,310 kg (29,282 lb[6])
- 全備重量：21,655 kg (47,641 lb[6])
- エンジン：4 × アルファロメオ 128 RC.18 9気筒 空冷 星型エンジン、634 kW (850 hp)
- 最高速度：361 km/h (195 kn, 224 mph[6])
- 巡航速度：315 km/h (170 knots, 196 mph[6])
- 巡航高度：6,350 m[6] (20,830 ft)
- 航続距離：2,000 km (1,080 nmi, 1,240 mi[6])